# Новомихайловка (Томская область)
Но́вомиха́йловка — деревня в Томском районе Томской области. Входит в состав Воронинского сельского поселения.
Почтовый индекс — 634538. Расстояние до центра сельского поселения — Воронина — 9 км, до Томска — 4 км (по Иркутскому тракту до фактической границы городской застройки). Деревня на западе смежна с административной границей Томского района и городского округа Томск.
Через Новомихайловку проходят междугородные автобусные маршруты (следующие из Томска по Асиновскому тракту): №130, № 156, № 230, № 330, № 502, № 503, № 505, № 514, № 515, № 516, № 517, № 518, № 506, № 120. Непосредственно рядом с деревней от Асиновского тракта ответвляется дорога, ведущая в направлении посёлка Светлый. В этом направлении из Томска через Новомихайловку следуют маршруты №№ 60 и 60р.
Глава сельского поселения — Андрей Владимирович Пинус.
В самой деревне пять улиц (Лесная, Логовая, Новая, Солнечная и Центральная) и пять переулков (Болотный, Колхозный, Лазурный, Лесной и Логовой).
| 2002 | 2008 | 2009 | 2010 | 2011 | 2012 | 2013 |
| ---- | ---- | ---- | ---- | ---- | ---- | ---- |
| 277  | ↗299 | ↗305 | ↘289 | ↗290 | ↗300 | ↗305 |
| 2014 | 2015 | 2021 |      |      |      |      |
| ↗309 | ↗320 | ↗604 |      |      |      |      |